# スーチカー
スーチカーは、豚肉等を塩漬けにした沖縄料理の素材である。鹿児島県奄美群島の奄美料理でも類似の「塩豚」を用いる。

## 概要
長らく肉食が禁忌とされた日本本土と異なり、沖縄では古くから豚を肥育し食用とする文化があった。しかしながら、第二次世界大戦前までの沖縄の庶民にとって豚肉は滅多に口にできない高級食材であった。豚は気温の低い冬、特に正月に向けて屠殺し、少しずつ大切に食べた。冷蔵庫のない時代において塩漬けは最も効果的な食肉の長期保存法であり、またその独特の風味は滋味深く、現在も畜肉加工品のひとつとして県民に広く愛されている。

## 名称
沖縄方言（首里・那覇方言）では、スーチカーのほか、スーチキ、スーチキーともいい、沖縄北部方言（今帰仁方言）ではスーヂキーともいう。
「スー」は「潮」や「塩」を意味し、「スーチキ」、「スーチキー」は「塩漬け」を意味する。「スーチカー」はそれに「～したもの」を意味する語尾「アー」が付加された言葉である。
今帰仁方言では豚の塩漬けのことを特にスーブター（塩豚）と呼ぶ。

## 作り方
豚の三枚肉等を適当な大きさに切り、保存期間に合わせた塩加減で漬け込む。豚肉がよく用いられるが、タカサゴ（グルクン）等の魚類でも作られる。使用する塩は、酸化防止の役目を果たすにがりを含む自然海塩が適している。
食べる際には茹でて塩を抜き、炙って食べたり、チャンプルーの具に用いたりする。